# Hogyha nékem sok pénzem lesz
A Hogyha nékem sok pénzem lesz kezdetű magyar nótát Gömbös Sándor írta 1909-ben, Louis Blériot francia mérnök-pilóta 1909 októberében a külső-ferencvárosi katonai gyakorlótéren megtartott bemutató  repülésének emlékére. Ez volt az első eset, hogy repülőgép szállt fel Magyarországon.

## Kotta és dallam
| Majd, ha nékem sok pénzem lesz, felülök a repülőre. Úgy elszállok, mint a fecske magasan a levegőbe. Amerre én járok, bámul a világ, irigylik a sok pénzt, amit költök rád. Én a sok pénzt nem sajnálom, csak te légy a kicsi párom. | Majd, ha nékem sok pénzem lesz, felutazom Budapestre. Ott veszek majd sok szép mindent az én drága kedvesemre. Veszek az ujjára arany karikát, a pici lábára selyemharisnyát. Lesz belőle olyan dáma, hogy a világ megcsodálja! | Majd, ha nékem sok pénzem lesz, kimegyek az Ügetőre. A lovakat úgy imádom, hogy leégek egy-kettőre. Verseny után így szól hozzám a nejem, hogy feküdjek egy lóval, de ne én velem. Szép sport a lósport, de nem nékem, elszórtam a fizetésem. |

## Felvételek
- Hogyha nékem sok pénzem lesz... Gránát Zsuzsa, Máté Ottilia, Bokor János és Tarnai Kiss László. Kísér Déki Lakatos Sándor és cigányzenekara  YouTube (2014. június 3.)  (Hozzáférés: 2017. január 13.) (videó)
- Hogyha nékem sok pénzem lesz. Kristóf Katalin és Milan  YouTube (2014. november 8.)  (Hozzáférés: 2017. január 13.) (videó)
- Hogyha nékem sok pénzem lesz felülök a repülőre. Szentendrei Klára  YouTube (2013. március 5.)  (Hozzáférés: 2017. január 13.) (videó)
- Lagzi Lajcsi, 1994.